# Інститут фізики імені Андронікашвілі
Інститут фізики імені Андронікашвілі (груз. ანდრონიკაშვილი ფიზიკის ინსტიტუტის, англ. Andronikashvili Institute of Physics, AIP) — одна із провідних науково-дослідних установ Грузії в галузі фізики.

## Історія
Утворений 10 грудня 1950 року, при поділі Інституту фізики та геофізики АН Грузинської РСР на Інститут фізики та Інститут геофізики. Названий на честь грузинського фізика-експериментатора Елевтера Андронікашвілі.
З 1959 року при інституті працював дослідницький ядерний реактор, розташований в районі Мцхети. Інститут займався питаннями створення імпульсного ядерного реактора. Реактор був зупинений під тиском громадськості у 1990 році.
За СРСР чисельність працівників інституту складала понад 1000 осіб, у 2012 — близько 300, з них — понад 100 наукових співробітників.
У травні 2006 року наказом Міністра освіти та науки Грузії затверджено тимчасовий Статут Інституту.
З травня 2006 року директором AIP є доктор Гела В. Гелашвілі, кандидат наук у галузі фізики плазми.
З 2010 року, після реорганізації Грузинської Академії наук, перебуває у складі Тбіліського університету.

## Адреса
Адреса: Тбілісі 0177, вул. Тамарашвілі, 6.
Екскурсія в Інститут фізики (історія, фото)(груз.)